# Libor Došek
Libor Došek (Brno, 24 aprile 1978) è un ex calciatore ceco, di ruolo attaccante.

## Carriera

### Club

#### Esordi
Dopo aver giocato per quattordici anni nelle giovanili del Boby Brno esordisce nello Slovácko nella stagione 1997-1998 realizzando 9 reti in 27 incontri di campionato. Passa nel 1998 al Boby Brno ma gioca poche partite prima di tornare allo Slovácko dove, giocando da titolare, realizza 3 reti in 11 incontri. Nella stagione 1999-2000 è un calciatore del Chmel Blšany dove collezione una trentina di presenze realizzando 5 reti. Arriva al Stavo Artikel Brno nel luglio del 2000 per giocare da titolare il torneo 2000-01. Dopo un campionato giocato a livello medio-bassi la squadra si salva nelle giornate finali, rimanendo in Gambrinus Liga anche l'anno successivo. Nel 2002 il Brno gioca a livelli migliori concludendo all'ottavo posto il campionato. Nell'annata seguente il Brno riesce a rimanere nella zona media della graduatoria, trascinata da Libor che realizza 10 reti.

#### La svolta: Slovan Liberec e Sparta Praga
Gioca parte della stagione 2003-04 nel Brno prima di trasferirsi a gennaio allo Slovan Liberec dove segnerà sette reti risultando essere uno dei migliori attaccanti della squadra assieme a Michal Pospíšil e trascinando la squadra al quinto posto in campionato. Nella stagione successiva arriva allo Sparta Praga dove disputa la stagione 2005-06 a discreti livelli realizzando 8 reti e risultando essere il miglior marcatore dei granata che perdono il campionato ma vincono la coppa. Nella stagione successiva Libor batte i propri record realizzando 12 marcature e trasportando lo Sparta al successo in campionato. Nel 2008 segna 8 reti ma lo Sparta giunge al secondo posto in campionato dietro i rivali dello Slavia Praga. Dopo aver giocato mezza stagione della Gambrinus Liga 2009 a gennaio viene ceduto in prestito all'ultima giornata di mercato allo Skoda Xanthi squadra militante in Super League Greece dove realizza 4 reti in 9 incontri concludendo la stagione 2009. Ritornato a Praga milita nella squadra granata fino ad inizio gennaio 2010 quando viene acquistato dal Teplice: la squadra riesce a rimanere ai vertici della classifica ma per pochi punti non si gioca lo scudetto e chiude al quarto posto. Gioca la stagione 2010-11 nelle file dei giallo-blu dove ha finora realizzato solamente 2 reti in 13 occasioni.
Al termine della stagione 2015-2016 si ritira dal calcio giocato, terminando al secondo posto per numero di reti segnate in 1. liga (127) dietro il solo David Lafata.

### Nazionale
Dopo aver disputato alcuni incontri nell'Under-21 disputa altre partita con la selezione Olimpica nel 2000. Finora non è stato mai chiamato in Nazionale maggiore.

## Palmarès

### Club

#### Competizioni nazionali
- Campionato ceco: 1

Sparta Praga: 2006-2007
- Coppa della Repubblica Ceca: 1

Sparta Praga: 2005-2006